# Hanneberg, Solna

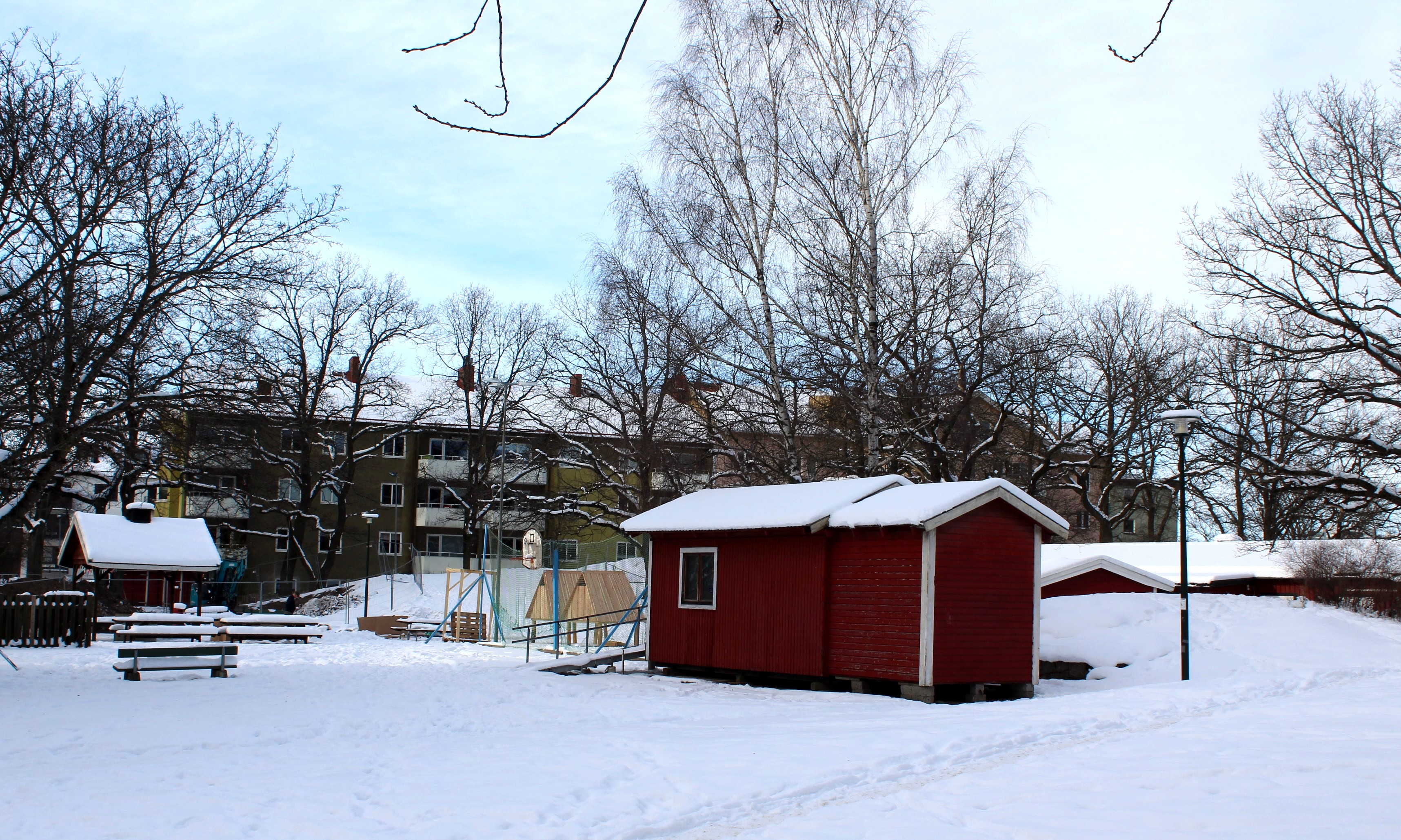
Lekplatsen och fritidsgården, februari 2021.

Hanneberg är ett område inom stadsdelen Skytteholm i Solna kommun. Det består till största delen av bostads- och hyresrättsbostäder, men det finns tre villor i område som är byggda i början av 1900-talet.
Hanneberg har en park med mycket grönska och en fritidsgård för barn och ungdomar. Den används också för caféverksamhet.
Parken i stadsdelen har utvecklats mycket. Bl.a. finns det två kaninhus för barn och ungdomar där de kan ha och sköta sina kaniner.
Kommunen satte upp nya lyktstolpar i början av 2007. Solna församling har flyttat in i Solna tingshus' tidigare lokaler på Skytteholmsvägen.
Den kommunala allmännyttiga bostadsstiftelsen Signalisten har sitt huvudkontor i området vid korsningen Skytteholmsvägen/Hannebergsgatan.

## Historia
Hannebergsparken i området var från början en sjöbotten.
På Hannebergsgatan spelade man in Herkules Jonssons storverk, 1969 års adventskalender med manus, regi och medverkan av Tage Danielsson.
Hanneberg har sina egna kändisar i journalisten Stephen Lindholm, som spelade Pelle i Vi på Saltkråkan som barn, och hans dotter Leila Lindholm, och fotbollsspelaren Anders Limpár, som växte upp på Klippgatan 20.

## Kommunikationer
Hanneberg har nära till både buss och tunnelbana. Från Sundbybergsvägen kan man ta buss hela vägen in till Vasastan, Stockholm.
Enda bilvägarna i Hanneberg är Hannebergsgatan, Sagagatan och Skytteholmsvägen.